# Der wandernde Wald
Der wandernde Wald ist ein Roman Wolfgang Hohlbeins aus dem Jahr 1983 und stellt den ersten Teil der von Hohlbein und seinem Freund Dieter Winkler geschaffenen Fantasy-Reihe Enwor dar.

## Handlung
Die beiden Krieger Skar und Del, Angehörige der Satai, einer Kaste von Elitekriegern, sind von Besh-Ikne kommend auf dem Weg nach Elay, wo sie sich einem vom Tribaronat von Kohon aufgestellten Söldnerheer anschließen wollen. Davon erhoffen sie sich nicht nur Ruhm und Ehre, sondern auch ein mögliches Offizierspatent als Lohn. Bei einer Rast in einem Wirtshaus werden sie von dem dortigen malabesischen Wirt jedoch davor gewarnt, den kürzesten Weg nach Norden einzuschlagen. Dort würden in letzter Zeit besonders viele Quorrl, gefährliche Reptilienwesen, die Gegend unsicher machen. Die beiden Satai lassen sich jedoch nicht von ihrem Plan abbringen und ziehen wie geplant weiter. Als sie jedoch von einer Übermacht Quorrl attackiert werden, bleibt ihnen nichts anderes übrig, als die Flucht in die berüchtigte Nonakesh-Wüste anzutreten.
Sie hoffen, die Wüste rasch durchqueren zu können, müssen jedoch bald erkennen, dass es sich um ein kaum durchführbares Unternehmen handelt. Von Hunger und Durst geplagt, kämpfen sie sich durch die endlos scheinende Wüstenlandschaft voran und verlieren bald die Orientierung. Als sie bereits weit am Ende ihre Kräfte sind, erblicken sie plötzlich ein großes Waldgebiet vor sich. Was sie zuerst für eine Luftspiegelung halten, stellt sich jedoch als tatsächlich vorhanden heraus. Froh, das Ende der Wüste erreicht zu haben, dringen sie tiefer in den Wald vor, um Wasser und Nahrung zu suchen. Bald stoßen sie auf Hinweise darauf, dass es sich bei dem Wald um einen künstlich angelegten handeln könnte.
Bereits nach kurzer Zeit begegnen sie einer Gruppe bewaffneter Reiter, von denen sie gefangen genommen, gefesselt und mitgeführt werden. Als die Gruppe Krieger jedoch überraschend von einem Schwarm Hoger, fliegender Ungeheuer, angegriffen wird, werden sie freigelassen und tragen entscheidend dazu bei, die Bedrohung auszuschalten, was ihnen Ansehen verschafft. Sie werden nach Went, einer von zwei Städten in Cearn, wie das Waldgebiet heißt, gebracht. Während Skar sich von den Anstrengungen gut erholen kann, ist Del schwer verletzt und inzwischen krank – nur mit Mühe kann er von einer Heilerin gerettet werden, braucht jedoch einige Zeit Ruhe, damit sich sein Körper wieder erholen kann.
Skar verbringt viel Zeit mit der Kriegerin Coar und erfährt von dieser, dass er und sein Freund die Wüste nie verlassen haben, vielmehr stellt Cearn eine großflächige Oase inmitten der Nonakesh dar. Ihre Bewohner haben vor langer Zeit an der Küste gesiedelt, wurden jedoch eines Tages von fremden Angreifern aus ihrer Heimat vertrieben. Diese flohen in die Wüste, wo sie der sichere Tod erwartete. Nur eine kleine Handvoll Cearner, der Rest eines früher großen Volkes, konnte sich retten, als sie überraschend auf eine kleine Oase in der Wüste stoßen, wo sie sich niederlassen. Sie beschlossen, dass sie in Zukunft ein Volk von Kriegern werden wollen, um eines Tages wieder ihre Heimat zurückzuerobern. Sie bauten im Laufe der Generationen die Oase zu einem sehr großen Waldgebiet aus. Da die Cearner es als aussichtslos sehen, die Wüste jemals in großer Zahl heil durchqueren zu können, fassen sie den Plan, den Wald gezielt in die Richtung ihrer alten Heimat namens Urcôun wachsen zu lassen. So würde es nach einigen Generationen schließlich möglich sein, mit Hilfe eines solchen „wandernden Waldes“ wieder dorthin zu gelangen.
Skar erfährt, dass es in Cearn eine uralte Sage gibt, nach der eines Tages ein Retter kommen wird, welcher das Volk wieder in die alte Heimat führen wird. Für eben diesen wird er nun von den Bewohnern des Waldes gehalten. Die Cearner erhoffen sich von ihm, dass er ihnen dabei hilft, zu besseren Kriegern zu werden. In der Residenz Ipcearn trifft Skar mit Seshar, dem König von Cearn, zusammen, der ihm in einem Gespräch unter vier Augen eröffnet, dass er es für das Beste hält, wenn Skar und Del bald wieder weiterziehen, denn Veränderungen würden der Beginn vom Ende Cearns sein. Skar leuchtet ein, dass der Mann damit Recht hat und es das Beste für alle ist. Um die Erwartungen der Bewohner zu enttäuschen, provoziert er einen Streit mit einem Krieger und lässt diesen gewinnen, woraufhin er gegenüber den Cearnern wie ein sich maßlos überschätzender Angeber erscheint.
Zurück in Went muss Skar seinen Plan jedoch wieder verändern: Del ist inzwischen wieder bei Bewusstsein. Die Heilerin, welche zu seiner Genesung beigetragen hat, starb, was ihn sehr nachdenklich machte. Del ist nun der Ansicht, dass sie den Bewohnern von Cearn etwas schuldig sind, ohne deren Hilfe würden sie längst nicht mehr am Leben sein. Er hat einer Gruppe von Kriegern, die nicht länger warten wollen und sofort zur Befreiung der alten Heimat aufbrechen wollen, versprochen, ihnen noch bei einem heimlich geplanten Unternehmen zu helfen: Sie wollen zu den in der Wüste gelegenen Hoger-Höhlen reiten und die Bedrohung für Cearn dort an der Quelle ausmerzen. Skar ist nicht begeistert davon, willigt jedoch schließlich in den Plan ein. Nach Beendigung des Unternehmens würden sie sich, so sind er und Del sich einig, sich sogleich auf den Weg machen, Cearn zu verlassen.
Skar, Del und die Krieger finden den Eingang zur Höhle der Hoger und steigen hinab. Dort unten stoßen sie wider Erwarten auf keine einzige dieser Kreaturen, dafür aber auf etwas anderes: Einen unterirdischen Fluss, aus dem der Wald Cearn sein Wasser bezieht. Die anwesenden Cearner sind schockiert, denn es handelt sich um einen Fluss, den sie nur noch aus ihren Sagen kennen und der einst nach Westen in Richtung ihrer alten Heimat floss. Sie erkennen, dass all die Arbeit voriger Generationen sinnlos war, da es nach wie vor einen Weg zurück in das alte Gebiet gibt. Sie sind sich zudem bewusst, dass jemand davon gewusst haben muss, dass es den Fluss gibt, schließlich wurde Cearn in mühevoller Arbeit angelegt, was in einer Wüste eigentlich schwer zu bewerkstelligen sei. Die Krieger beschließen, die Hoger-Mission abzubrechen und stattdessen zurück nach Cearn zu reiten, wo sie den Bewohnern die Wahrheit über Cearn sagen wollen. Ihr Zorn wird dadurch gestärkt, dass sie auf dem Weg zurück aus der Höhle auf Krieger aus Ipcearn treffen, die offenbar den Auftrag von Seshar hatten, sie zu töten und das nun aufgedeckte Geheimnis so zu bewahren.
Nach ihrer Rückkehr kocht in Went die Stimmung hoch. Skar und Del können den Bernec, den Anführer der drohenden Revolution, sowie Coar davon überzeugen, heimlich zur Residenz in Ipcearn zu reisen und Seshar dort zu stellen. Es gelingt ihnen; er erwartete sie jedoch bereits. Auf die Frage, warum das Volk von Cearn all die Zeit über belogen wurde, schlägt er ihnen vor, augenblicklich gemeinsam nach Urcôun aufzubrechen, dessen Lage ihm zur Überraschung aller bekannt ist. Sie sollen sich erst den Ort ansehen und dann entscheiden, was sie weiter machen wollen. Die Gruppe willigt ein und reitet mit Seshar zusammen in die Wüste. Über einen dort befindlichen alten Turm gelangen sie zu einem Ufer des unterirdischen Flusses, wo ein Boot angebunden ist, mit dem sie weiterreisen. Am Ziel angekommen, stößt die Gruppe auf die Überreste einer einstmals großen Stadt von vollkommen fremd wirkender Architektur.
Seshar eröffnet ihnen dort, dass die geläufige Geschichte der Cearner nicht der Wahrheit entspricht. Urcôun sei nie deren Heimat gewesen, die Stadt sei stattdessen von einem fremden Volk gebaut worden, welches einstmals von den Sternen gekommen war. Der Reichtum Urcôuns zog jedoch bald viele Neider an, die am dortigen Reichtum teilhaben wollten. Nicht die Cearner waren es, die ihre Heimat verloren haben, vielmehr waren ihre Vorfahren diejenigen grausamen Räuber, welche den Fremden ihr Land mit Gewalt entreißen wollten. Urcôun war die letzte Festung der Fremden und als die Cearner sie erobern wollten, kam es zu einem vernichtenden Gegenschlag, bei dem den unterlegenen Angreifern nur noch die aussichtslose Flucht in die tödliche Wüste blieb. Als sie im Wald von Cearn eine neue Heimat fanden, schufen ihre Führer die Legende, nach der sie einst aus ihrer Heimat vertrieben worden seien, um dem fast völlig vernichteten Volk ein Ziel zu geben, für das es sich zu überleben lohnte. Seshars Vater habe ihm vor vielen Jahren an diesem Ort dasselbe offenbart und er sei, so sagt er, ebenso zuerst sehr wütend angesichts der Wahrheit gewesen, habe dann aber eingesehen, dass es das beste für das Volk von Cearn ist, wenn die Legende weiterhin bestehen bleibt. Bernec und Coar, so meint er, würden bald als neue Herrscher über Cearn Seshars Erbe antreten. Skar und Del hingegen sollen nicht mehr nach Cearn zurückkehren, sondern sogleich aufbrechen und schauen, dass sie rasch aus der Wüste herauskommen, Seshar überlässt ihnen dafür einige Vorräte. Als die Nacht anbricht und die beiden Krieger sich erneut den Weg durch die Wüste bahnen, fragt sich Del rückblickend, was sie angerichtet haben.

## Illustration
Je nach Verlag und Auflage unterscheiden sich die Titelmotive des Romans. Die Ausgabe bei der Sammler-Edition von Weltbild etwa zeigt auf dem Cover mehrere Krieger zu Pferd, die sich mit Krummschwertern gegen fliegende Kreaturen aus der Luft wehren.
Dem Roman ist eine abgedruckte Karte beigefügt, auf der die Nonakesh-Wüste sowie der Wald Cearn zu sehen sind. Im Osten grenzt die Wüste an das Nebelmeer an. Richtungspfeile weisen darauf hin, dass im Süden Ikne liegt und Elay im Norden. Die Karte wirkt widersprüchlich mit der später im fünften Band abgedruckten Karte von ganz Enwor, wo deutlich wird, dass es sich bei Enwor um den nordamerikanischen Kontinent und keine reine Fantasy-Landschaft handelt: Dort liegt Elay nicht irgendwo nördlich der Nonakesh, sondern vielmehr weit entfernt an der Westküste, wo sich früher Los Angeles befunden hat. Auch widersprechen die Angaben im Buch der abgedruckten Karte: Es wird beschrieben, dass die Cearner ursprünglich aus einem Land weit im Westen kamen und sich dort die Küste befindet, die Stadt Urcôun sowie die Küste sind auf der Karte allerdings im Osten eingetragen, ebenso die Hoger-Höhlen.

## Ausgaben
- Wolfgang Hohlbein: Enwor 1. Der wandernde Wald. (= Weltbild Sammler-Editionen). Weltbild, Augsburg o. J., DNB 995667241.